# Selman Kaygusuz
Selman Kaygusuz (ur. 1 marca 1963 – turecki zapaśnik w stylu wolnym. Dwukrotny olimpijczyk. Siódmy w Los Angeles 1984 i odpadł w eliminacjach w Seulu 1988. Startował w kategorii 62 kg.
Szósty w mistrzostwach świata w 1985. Piąty w mistrzostwach Europy w 1989. Srebrny medal na igrzyskach śródziemnomorskich w 1987. Pierwszy w mistrzostwach bałkańskich w 1980, drugi w igrzyskach bałkańskich 1979 roku.